# Eric Cornelius
Eric Cornelius Cornelius, född 18 maj 1876 i Stockholm, död 18 februari 1939 i Oscars församling i Stockholm, var en svensk ingenjör och företagsledare.
Eric Cornelius var son till lagerchefen Anders Andersson. Efter utbildning vid Tekniska skolan i Stockholm var han 1890–1893 anställd vid Gustav de Lavals kemiska laboratorium, 1893–1894 vid AB Separators laboratorium och 1894–1905 som kemist vid Gustav de Lavals experimentanläggning för metallutvinning i elektrisk ugn i Trollhättan. Cornelius var fabriksledare vid AB Saxberget i Trollhättan 1905–1909, där man bedrev zinksmältning enligt de Lavals metod. Efter att ha varit överingenjör vid aktieselskabet Norsk metalindustri i Sarpsborg 1909–1911 var han 1913–1929 överingenjör hos Knut Tillberg. År 1916 anlade han Köpings kopparhytta för elektrisk malmsmältning och planlade 1919 aktieselskabet Glomjords smältverk. Mest känd blev han då han 1926–1929 anlade och drev världens första elektriska glashytta i Kungälv. År 1929 byggde han Englands första elektriska glashytta för Pilkington Brothers och konstruerade även en elektrisk vattenglasanläggning i Falls enligt samma system, "System Cornelius". Cornelius innehade 1929–1939 en egen ingenjörsfirma i Stockholm. Han är begravd på Norra begravningsplatsen utanför Stockholm.